# Flip Mark
Flip Mark (New York, 22 dicembre 1948) è un attore cinematografico e attore televisivo statunitense.
Noto soprattutto per il ruolo di Brook Hooten in Guestward Ho! e di Steve Olson in Il tempo della nostra vita.

## Biografia
Mark nasce a New York il 22 dicembre 1948.

## Carriera
Inizia la sua carriera da attore nel 1957 quando appare per la prima volta nella serie televisiva Suspicion. Nel 1959 appare nel film Il viaggio con Deborah Kerr, Yul Brynner e Jason Robards nel ruolo di Flip Rhinelander. Nel corso della sua carriera, Mark appare come guest star in alcune serie televisive come Have Gun - Will Travel, The Andy Griffith Show, Io e i miei tre figli, The Patty Duke Show, La grande vallata, Il mio amico marziano, The Jack Benny Program, Bachelor Father e Le strade di San Francisco e nei film Il fuggitivo, Mission: Impossible e Oltre i limiti. Nel 1960 prende parte al film Non mangiate le margherite. Nello stesso anno interpreta Brook Hooten nella sitcom Guestward Ho! e Flip Rogers in Lassie. Nel 1965 appare nel film Patto a tre. Dal 1965 al 1966 interpreta Steve Olson nella soap opera Il tempo della nostra vita.